# André Pottier (homme politique)
André Pottier est un homme politique français né le 19 juillet 1756 à Fontaine-au-Bois (Nord) et décédé le 26 mars 1842 au même lieu.
Cultivateur, il est administrateur du Nord et est élu député du Nord au Conseil des Cinq-Cents le 23 germinal an VI.

## Sources
- « André Pottier (homme politique) », dans Adolphe Robert et Gaston Cougny, Dictionnaire des parlementaires français, Edgar Bourloton, 1889-1891 [détail de l’édition]